# Muslimanska nacionalna vojna organizacija
Muslimanska nacionalna vojna organizacija je bila četnička milicija muslimana iz Bosne i Hercegovine.

## Povijest
Nastala je kad su četnici učvrstili si vlast u Istočnoj Bosni i Hercegovini, južno od crte Višegrad - Sarajevo. Tad su četnici mogli aktivnije voditi politiku prema muslimanima. Dotična politika je bila odvraćanje muslimana od Osovinskih sila i posebno od NDH. Razlog je što je od prvih dana rata veliki dio muslimana stao na osovinsku stranu. Budući da je to bila jača strana, muslmani su postali aktivni čimbenik, a pravoslavni pasivni politički čimbenik. Prave politike nije bilo, nego niz masovnih ratnih zločina. Četnička politika prema muslimanima je bila u tobože korist "ravnopravnog suživota u budućoj, obnovljenoj Kraljevini Jugoslaviji". Kako je četnička premoć uz talijansku pomoć stvorila nove odnose, mnoštvo muslimana se priklonilo novom jačem partneru. Uskoro su osnovali mnoge muslimanske četničke postrojbe. Može se pretpostaviti da je novo držanje bilo oportunističko, tek samo nominalno uz jednu stranu. No njihovi čelnici bili su idealisti, kao Alija Konjhodžić.
Idealistički čelnici su potkraj 1942. osnovali Muslimansku nacionalnu vojnu organizaciju. 31. prosinca 1942. održali su u Kalinoviku sastanak, s kojeg su Draži Mihailoviću poslali pozdravni brzojav. Zapovjednik Istaknutog dijela Vrhovne komande četnički major Zaharije Ostojić prenio je sadržaj tih dvaju letaka 5. siječnja 1943. Po Čajničkom srezu su ih raspačavali major Fehim Musakadić i dr Ismet Popovac. Muslimanska nacionalna vojna organizacija poslala je Rezoluciju osobno Draži Mihailoviću. Rezolucija Muslimanske nacionalne vojne organizacije pod svojim točkama navodi da su "Muslimani Bosne i Hercegovine i cijele zemlje sastavni dio Srpstva", da osuđuju ustaške zločine "koji su uzrok svega zla među jednokrvnom braćom Srbima pravoslavne i muslimanske vjere", da osuđuju sve muslimane koji su pristupili ustašama, sve časnike i dočasnike muslmane koji su prekršili prisegu kralju i prišli poglavniku Paveliću itd. Također je u Rezoluciji MNVO definiran kao sastavni dio četničkog pokreta pod zapovjedništvom Draže Mihailovića. Istaknuli su da je cilj pokreta i borbe "čvrsta suradnja Srba obiju vjera u borbi za kralja i otadžbinu, radi stvaranja narodne države pod kraljem Petrom II. na načelima demokracije i socijalne pravde u kojoj će muslimani biti ravnopravni građani...".